# Musée de Grenoble
45°11′40″N 5°43′57″Ø / 45.1945°N 5.7324°Ø
Grenoble Museum (fr. Musée de Grenoble) er et kunstmuseum i Grenoble, Frankrig, med udstillinger i ca. 50 rum omfattende kunst fra antikken og fra og med det 13. århundrede til nutiden. Museet blev grundlagt i 1798 af kunstlæreren Louis-Joseph Jay og har skiftet domicil flere gange før det fik sin nuværende bygning ved breden af floden Isère.
Det har ca. 210.000 besøgende årligt og er således det næstmestbesøgte museum i departementet Isère efter Musée de la Révolution française (Den Franske Revolutions Museum) i Vizille.

## Fodnoter
1. ↑  pro.isere-tourisme.com.pdf

## Eksterne links
- Officiel hjemmeside (på fransk)

- Wikimedia Commons har flere filer relateret til Musée de Grenoble